# حية بنت هاشم
حية بنت هاشم بن عبد مناف الهاشمية القرشية، هي بنت هاشم بن عبد مناف، وأخت عبد المطلب وأسد، وكانت حية عند هاشم بن الأجحم بن دندنة بن عمرو بن القن بن رزاح ابن عمرو بن سعد بن كعب بن عمرو من خزاعة؛ فولدت له أسيداً، وزرعةً، وهاشماً، ومرةً، وشبيباً، وورقة، وسلمى الكبرى، وليلى، وأم بديل، وسلمى الصغرى، وفاطمة.
وذكر ابن إسحاق: أن أمّ حيّة بنت هاشم، وأم أبي صيفي هند بنت عمرو بن ثعلبة، والمعروف عند أهل النسب أن أمّ حيّة: جخل بنت خبيب بن الحارث بن مالك بن خطيط الثقفية.